# District de Montpellier (1790-1795)
Pour les articles homonymes, voir District de Montpellier (homonymie).
Le district de Montpellier était une division territoriale française du département de l'Hérault de 1790 à 1795. 

## Histoire
Le district de Montpellier est créé en 1790. Par la loi du 28 pluviôse an VIII (17 février 1800), le district est remplacé par l'arrondissement de Montpellier.

## Composition
Il était composé de 15 cantons (dont quatre aujourd'hui disparus) : 
- Castries,
- Claret,
- Frontignan,
- Ganges,
- Lunel,
- les Matelles,
- Mauguio,
- Saint-Martin-de-Londres,
- Cette,
- Montpellier,
- Marsillargues,  (aujourd'hui disparu)
- Pignan,
- Poussan,  (aujourd'hui disparu)
- Restinclières,  (aujourd'hui disparu)
- Saint-Georges,  (aujourd'hui disparu).

## Sources
- Paroisses et communes de France - Hérault, CNRS (1989)  (ISBN 2-222-04293-3)